# Andrzej Szlachta
Andrzej Szlachta (ur. 19 stycznia 1947 w Rzeszowie) – polski polityk, inżynier, nauczyciel akademicki i samorządowiec, w latach 1999–2002 prezydent Rzeszowa, poseł na Sejm V, VI, VII, VIII i IX kadencji (2005–2019, 2020–2023), przewodniczący Komisji Finansów Publicznych w Sejmie VIII kadencji.

## Życiorys
Ukończył studia na Wydziale Elektrycznym Politechniki Rzeszowskiej, w 1979 uzyskał stopień doktora. Pracował jako asystent, następnie adiunkt na Politechnice Rzeszowskiej. W 1980 został przewodniczącym komisji zakładowej NSZZ „Solidarność”. W latach 1999–2002 był prezydentem Rzeszowa (w 2002 nie uzyskał reelekcji). Do 2005 był radnym rady miejskiej z ramienia Komitetu Wyborczego Wyborców Rzeszowskie Porozumienie Prawicy.
W wyborach parlamentarnych w 2005 z listy Prawa i Sprawiedliwości został wybrany na posła V kadencji w okręgu rzeszowskim. W wyborach parlamentarnych w 2007 po raz drugi uzyskał mandat poselski, otrzymując 16 319 głosów. W 2009 bez powodzenia kandydował do Parlamentu Europejskiego. W wyborach do Sejmu w 2011 z powodzeniem ubiegał się o poselską reelekcję, dostał wówczas 13 717 głosów. W 2014 był kandydatem Prawa i Sprawiedliwości w wyborach samorządowych na urząd prezydenta Rzeszowa, ponownie nie został wybrany.
W 2015 został po raz czwarty z rzędu wybrany do Sejmu, otrzymując w głosowaniu 24 365 głosów. W Sejmie VIII kadencji objął funkcję przewodniczącego Komisji Finansów Publicznych, wszedł też w skład Komisji Łączności z Polakami za Granicą. W wyborach w 2019 nie uzyskał poselskiej reelekcji. Posłem IX kadencji został jednak w styczniu 2020, zastępując powołaną na urząd wojewody Ewę Leniart. W wyborach w 2023 nie został ponownie wybrany do niższej izby polskiego parlamentu. W 2024 uzyskał natomiast mandat radnego miejskiego w Rzeszowie.

## Życie prywatne
Syn Mieczysława i Janiny. Żonaty z Krystyną; ojciec dwójki dzieci.

## Odznaczenia i wyróżnienia
W 1999 otrzymał Złoty Krzyż Zasługi. Został też wyróżniony prywatnym Orderem Świętego Stanisława IV klasy.